# Шаповаленко Таїсія Василівна
Таїсія Василівна Шаповаленко (народилася 3 жовтня 1952 року в селі Денисівці Оржицького району Полтавської області) — українська поетеса, журналістка, краєзнавиця, авторка пісень. Член Національної спілки письменників України (з 1983), Національної спілки журналістів України (з 2015).

## Життєпис
Закінчила Денисівську середню школу (1969). Вищу освіту здобула в Ніжинському педагогічному інституті імені Гоголя (1969—1973). Також закінчила дворічні Вищі літературні курси Спілки письменників СРСР при Літературному інституті імені Горького (Москва, 1985).
З 1974 працювала у Бобровицькій районній газеті.
Із 1993 до 2001 року була головним редактором газети «Витоки» — видання Київського обласного управління освіти та головним редактором освітянського ваківського журналу «Світло» (1996—2001).
Із 2006 редактор фототеки Національного інформаційного агентства «Укрінформ».

## Творчість
Автор поетичних збірок:
- «Здрастуй, ластівко!» (1981);
- «Дівич-гора» (1988);
- «І скрикне твоїм іменем душа» (1990);
- «Самоцвіти днів» (2024)[2].

Упорядник і редактор книги «Поезія Ліни Костенко в часах перехідних і вічних» (Харків, 2006).
Співавтор документального фільму про Чорнобильську зону відчуження «Подорож пекельною рікою» (режисер Олег Бійма, Укртелефільм. 2006).
Автор документального видання: «Бачу ваш біль» (2011).
Автор краєзнавчих досліджень про київського купця першої гільдії, мецената Григорія Гладинюка
- «Спадок мецената» (2019).[3]
- Таїсія Шаповаленко. Спадок Григорія Гладинюка. – Київ: Саміт-Книга, 280 с. ISBN 978-966-986-403-1.

Співавтор видань:
- «Україна: шлях нескорених» (2016);
- «На шляху відновлення та утвердження державності» (2017);
- «Укрінформ. 100 років — 100 новин» (2018);
- «Українська державність» (2019).